# Texier (nuotatore)
Texier (fl. XX secolo) è stato un nuotatore francese.
Partecipò alle gare di nuoto della II Olimpiade di Parigi del 1900.
Prese parte alla gara dei 200 metri stile libero arrivando quarto in semifinale, con un tempo di 3'47"0, senza qualificarsi per la finale. Scese in acqua di nuovo per la semifinale dei 200 metri dorso, dove arrivò settimo, nuotando in 4'49"0.
Inoltre partecipò alla gara dei 1000 metri stile libero, piazzandosi quarto in semifinale, nuotando in 21'33"0, ed a quella dei 4000 metri stile libero, piazzandosi quarto in semifinale, nuotando in 1:31'02"8.